# Jîhalivka, Kalînivka
Jîhalivka (în ucraineană Жигалівка) este o comună în raionul Kalînivka, regiunea Vinnița, Ucraina, formată numai din satul de reședință.

## Demografie
Componența lingvistică a satului Jîhalivka
     Ucraineană (99,18%)
     Alte limbi (0,82%)
Conform recensământului din 2001, majoritatea populației satului Jîhalivka era vorbitoare de ucraineană (99,18%), existând în minoritate și vorbitori de alte limbi.